# Hypancistrus zebra
Espèce
Le pléco-zèbre, pléco zébré ou L-46 (Hypancistrus zebra)  est une espèce de poissons de la famille des Loricariidés.
Ce poisson est endémique du Rio Xingu, un affluent de l'Amazone, dans l'État du Pará. D'après certains scientifiques, la construction du barrage de Belo Monte sur le Rio Xingu pourrait faire disparaître l'espèce à l'état sauvage.
D'après le système du L-number, le pléco-zèbre est appelé "L-46". Il tient son nom de ses rayures noires et blanches, semblables à celles d'un zèbre.

## Biotope
C'est un poisson de rivière et non pas de lac ou de mare. Les différents sites de pêche du pléco-zèbre ont les caractéristiques suivantes :
- une température de 26 à 30 °C
- un pH de 6 à 7,5
- des galets, des roches volcaniques, des débris végétaux
- un fort courant, une eau claire très oxygénée.

Il vit en colonie territoriale, avec plusieurs territoires mâles juxtaposés, créant l'ensemble de la colonie, où les femelles se déplacent librement et peuvent choisir le meilleur mâle. L'intrusion d'un mâle sur un autre territoire entraîne un combat rapide, mais très violent.

## Reproduction
En observant bien les spécimens de cinq à sept centimètres au moins, on remarque que les mâles présentent des odontodes interoperculaires et des odontodes pectoraux très développés, ainsi que des odontodes plaquettaires sur le tiers inférieur du corps particulièrement visibles en lumière rasante.
Les mâles ont une tête plus massive et plus carénée que celle des femelles, qui est plus arrondie. Mais le dimorphisme sexuel est délicat à observer en bac de vente, contenant souvent des poissons immatures et généralement stressés.
Les déclencheurs de ponte sont nombreux et similaires à beaucoup d'autres espèces du bassin amazonien.
Une fois le frai effectué, le mâle chasse la femelle et reste seul dans la cavité pour protéger les œufs et les entretient. Les alevins nagent au bout de sept jours et absorbent le sac vitellin en deux semaines et restent toujours à proximité du père. Ils mesurent alors vingt millimètres.

## Le pléco-zèbre et l'homme

### Pêche
Cette espèce endémique du Rio Xingu est pêché dans la région d'Altamira en eau vive, souvent jusqu'à plus de dix mètres de profondeur. Il est ensuite exporté dans le monde entier depuis les années 90 pour les aquariums. Les prélèvements de plus en plus importants ont obligé le gouvernement brésilien a interdire son exportation. Mais le projet de construction du barrage de Belo Monte menace son habitat. Malgré son absence sur la liste rouge de l'UICN, il est menacé de disparition à l'état sauvage.

### En aquarium
Les spécimens que l'on trouve dans toutes les animaleries proviennent uniquement d'élevages. En raison de leur caractère territorial, il ne faut pas mettre plus de sept à huit pléco-zèbres, sans aucun autre poisson. La hauteur d'eau n'est pas très importante, par contre, il convient d'aménager un maximum d'espace au sol. Le minimum est un aquarium de 80 cm de largeur et 40 cm de hauteur et d'une centaine de litres. Une eau douce et très légèrement acide reproduit bien son biotope. Un pH en dessous de 7 et une dureté TH inférieur à 10 °F, mais si elle est bien brassée et oxygénée, ces paramètres sont peu importants. Il est nécessaire d'avoir une filtration efficace, car le pléco-zèbre est un gros pollueur. Au minimum un filtre externe ou une décantation interne assurant un débit de cinq à six fois le volume du bac. Il faut changer environ 30 % de l'eau chaque semaine au maximum pour conserver une eau limpide.
Il est vivement conseillé d'intégrer une racine ou du bois, que les Loricariidés utilisent pour entretenir leurs barbillons.
Bien que le pléco-zèbre soit souvent décrit comme un poisson se nourrissant d'algues comme la plupart des Loricariidés, une analyse du contenu stomacal a révélé que ces poissons sont omnivores, à prédominance carnée. On privilégiera donc une alimentation de nourriture vivante; larves de moustiques rouges et noires, des gammares de petite taille, des daphnies ou des vers de vase... Ou sous forme congelée, car dans la plupart des cas, les paillettes ou les flocons ne les intéressent pas.
Ce poisson, essentiellement nocturne, demande l'installation de cachettes, d'une lumière tamisée et de calme dans l'aquarium.